# Chireno
Chireno – miasto w Stanach Zjednoczonych, w stanie Teksas, w hrabstwie Nacogdoches.